# Gourgeonne
La Gourgeonne est une petite rivière française qui coule dans le département de la Haute-Saône, en Bourgogne-Franche-Comté. C'est un affluent droit de la Saône, donc un sous-affluent du Rhône.

## Géographie
De 27 km de longueur, la Gourgeonne naît sur le territoire de la commune de Gourgeon, dans le département de la Haute-Saône. Dès sa naissance, elle s'oriente vers le sud, direction qu'elle maintient globalement tout au long de son parcours. Elle se jette dans la Saône en rive droite, à Recologne, petite localité située à 25 kilomètres en amont de Gray.

### Communes et cantons traversés
La Gourgeonne traverse les onze communes suivantes, de l'amont vers l'aval, de Gourgeon (source), Cornot, Vauconcourt-Nervezain, Fleurey-lès-Lavoncourt, Renaucourt, Lavoncourt, Mont-Saint-Léger, Theuley, Tincey-et-Pontrebeau, Membrey et Recologne (confluence), toutes situées dans le département de la Haute-Saône.

### Bassin versant
La Gourgeonne traverse une seule zone hydrographique « la Gourgeonne » (U063) de 150 km2 de superficie. Ce bassin versant est constitué à 63,71 % de « territoires agricoles », à 34,67 % de « forêts et milieux semi-naturels », à 1,92 % de « territoires artificialisés ».

### Organisme gestionnaire
L'Organisme gestionnaire est l'EPTB Saône et Doubs.

## Affluents
La Gourgeonne a trois tronçons affluents référencés :
- la Sorcière ;
- le ruisseau du Faix ;
- le ruisseau de la Fontaine Saint-Quentin.

### Rang de Strahler
Don son rang de Strahler est de deux.

## Hydrologie
La Gourgeonne est une rivière bien alimentée par des précipitations assez élevées. 

### La Gourgeonne à Tincey-et-Pontrebeau
Son débit a été observé durant une période de 34 ans (1972-2007), à Tincey-et-Pontrebeau, localité du département de la Haute-Saône, située peu avant son confluent avec la Saône. Le bassin versant de la rivière y est de 140 km2, c'est-à-dire sa presque totalité.
Le module de la rivière à Tincey-et-Pontrebeau est de 1,72 m3/s.
La Gourgeonne présente des fluctuations saisonnières de débit bien marquées, comme bien souvent dans l'est de la France. Les hautes eaux se déroulent en hiver et se caractérisent par des débits mensuels moyens situés dans une fourchette allant de 2,65 à 3,35 m3/s, de décembre à mars inclus (avec un maximum en janvier). Dès fin mars, le débit chute progressivement jusqu'aux basses eaux d'été qui ont lieu de juillet à septembre, entraînant une baisse du débit moyen mensuel allant jusqu'à 0,413 m3/s au mois de septembre. Mais les fluctuations sont plus prononcées sur de plus courtes périodes ou selon les années.

### Étiage ou basses eaux
À l'étiage, le VCN3 peut chuter jusque 0,130 m3/s, en cas de période quinquennale sèche, soit 130 litres par seconde, ce qui ne peut être considéré comme vraiment sévère pour un aussi petit cours d'eau, mais assez normal dans cette région.

### Crues
Les crues ne sont guère importantes. Les QIX 2 et QIX 5 valent en effet respectivement 12 et 13 m3/s. Le QIX 10 est de 14 m3/s, le QIX 20 de 14 m3/s. Quant au QIX 50, il se monte à 15 m3/s.
Le débit instantané maximal enregistré à Tincey-et-Pontrebeau a été de 14 m3/s le 26 mai 1983, tandis que la valeur journalière maximale était de 13,7 m3/s le même jour. En comparant la première de ces valeurs à l'échelle des QIX exposée plus haut, il apparaît que cette crue était d'ordre vicennal, et donc nullement exceptionnelle.

### Lame d'eau et débit spécifique
Au total, la Gourgeonne est une rivière assez abondante, comme la plupart des cours d'eau du bassin de la Saône, et notamment du département de la Haute-Saône. La lame d'eau écoulée dans son bassin est de 389 millimètres annuellement, ce qui est nettement supérieur à la moyenne d'ensemble de la France tous bassins confondus, mais est inférieur à la moyenne du bassin de la Saône (501 millimètres à Lyon). Le débit spécifique(ou Qsp) de la rivière atteint 12,3 litres par seconde et par kilomètre carré de bassin.